# 孔逷
孔逷，字世远，会稽郡山阴县（今浙江省绍兴市）人，南朝宋、南朝齐政治人物。
好典故学，宋顺帝昇明年间，担任齐台尚书仪曹郎。多有箴规，被信任采纳。齐朝建立后，因他与宰相王俭为至交，常为谋议策划，时人称呼他是王俭的三公。每至选用官员，没有乡曲之情。齐武帝永明年间，官至太子家令，去世。